# Mestaruussarja 1966
La Mestaruussarja 1966 fu la cinquantasettesima edizione della massima serie del campionato finlandese di calcio, la trentaseiesima come Mestaruussarja. Il campionato, con il formato a girone unico e composto da dodici squadre, venne vinto dal KuPS.

## Squadre partecipanti
| Club         | Città       | Stagione 1965                        |
| ------------ | ----------- | ------------------------------------ |
| GBK          | Kokkola     | 4º posto in Mestaruussarja           |
| Haka         | Valkeakoski | Campione di Finlandia                |
| HIFK         | Helsinki    | 5º posto in Mestaruussarja           |
| HJK          | Helsinki    | 2º posto in Mestaruussarja           |
| Ilves-Kissat | Tampere     | 7º posto in Mestaruussarja           |
| KTP          | Kotka       | 8º posto in Mestaruussarja           |
| KuPS         | Kuopio      | 6º posto in Mestaruussarja           |
| MP           | Mikkeli     | 1º posto in Suomensarja Itälohko     |
| OTP          | Oulu        | 1º posto in Suomensarja Pohjoislohko |
| Reipas Lahti | Lahti       | 3º posto in Mestaruussarja           |
| TPS          | Turku       | 1º posto in Suomensarja Länsilohko   |
| VPS          | Vaasa       | 9º posto in Mestaruussarja           |

## Classifica finale
|  | Pos. | Squadra      | Pt | G  | V  | N | P  | GF | GS | DR  |
|  | ---- | ------------ | -- | -- | -- | - | -- | -- | -- | --- |
|  | 1.   | KuPS         | 29 | 22 | 12 | 5 | 5  | 41 | 23 | +18 |
|  | 2.   | HJK          | 27 | 22 | 10 | 7 | 5  | 46 | 30 | +16 |
|  | 3.   | Haka         | 24 | 22 | 10 | 4 | 8  | 40 | 29 | +11 |
|  | 4.   | MP           | 24 | 22 | 9  | 6 | 7  | 36 | 33 | +3  |
|  | 5.   | Reipas Lahti | 22 | 22 | 8  | 6 | 8  | 34 | 37 | -3  |
|  | 6.   | KTP          | 22 | 22 | 11 | 0 | 11 | 46 | 52 | -6  |
|  | 7.   | TPS          | 21 | 22 | 6  | 9 | 7  | 38 | 40 | -2  |
|  | 8.   | Ilves-Kissat | 21 | 22 | 8  | 5 | 9  | 27 | 29 | -2  |
|  | 9.   | VPS          | 20 | 22 | 9  | 2 | 11 | 28 | 40 | -12 |
|  | 10.  | HIFK         | 19 | 22 | 6  | 7 | 9  | 30 | 33 | -3  |
|  | 11.  | GBK          | 18 | 22 | 8  | 2 | 12 | 26 | 36 | -10 |
|  | 12.  | OTP          | 17 | 22 | 7  | 3 | 12 | 31 | 41 | -10 |

Legenda:
      Campione di Finlandia e ammessa alla Coppa dei Campioni 1967-1968
      Vincitore della Suomen Cup 1966 e qualificato in Coppa delle Coppe 1967-1968
      Retrocesse in Suomensarja
Note:
Due punti a vittoria, uno a pareggio, zero a sconfitta.